# 빈저우시
빈저우시(빈주시, 중국어 간체자: 滨州市, 정체자: 濱州市, 병음: Bīnzhōu)는 중화인민공화국 산둥성에 위치한 지급시이다.

## 지리
산둥성의 북부에 위치하고, 동쪽으로 둥잉, 남쪽으로 쯔보, 남서쪽으로 지난, 서쪽으로 더저우, 북쪽은 허베이성과 접한다. 또 황하의 하류 지역으로, 북부에는 보하이해와 접하는 짧은 해안선이 있다.

## 기후
| 빈저우시의 기후                                               | 빈저우시의 기후 | 빈저우시의 기후 | 빈저우시의 기후 | 빈저우시의 기후 | 빈저우시의 기후 | 빈저우시의 기후 | 빈저우시의 기후 | 빈저우시의 기후 | 빈저우시의 기후 | 빈저우시의 기후 | 빈저우시의 기후 | 빈저우시의 기후 | 빈저우시의 기후 |
| 월                                                            | 1월             | 2월             | 3월             | 4월             | 5월             | 6월             | 7월             | 8월             | 9월             | 10월            | 11월            | 12월            | 연간            |
| ------------------------------------------------------------- | --------------- | --------------- | --------------- | --------------- | --------------- | --------------- | --------------- | --------------- | --------------- | --------------- | --------------- | --------------- | --------------- |
| 역대 최고 기온 °C (°F)                                        | 18.4 (65.1)     | 23.5 (74.3)     | 30.0 (86.0)     | 34.3 (93.7)     | 39.8 (103.6)    | 40.7 (105.3)    | 39.2 (102.6)    | 36.5 (97.7)     | 36.8 (98.2)     | 32.0 (89.6)     | 26.8 (80.2)     | 20.0 (68.0)     | 40.7 (105.3)    |
| 일평균 최고 기온 °C (°F)                                      | 3.3 (37.9)      | 7.0 (44.6)      | 13.6 (56.5)     | 20.8 (69.4)     | 26.5 (79.7)     | 30.8 (87.4)     | 31.8 (89.2)     | 30.4 (86.7)     | 27.0 (80.6)     | 20.7 (69.3)     | 12.3 (54.1)     | 5.0 (41.0)      | 19.1 (66.4)     |
| 일일 평균 기온 °C (°F)                                        | −2.2 (28.0)     | 1.0 (33.8)      | 7.2 (45.0)      | 14.4 (57.9)     | 20.4 (68.7)     | 25.0 (77.0)     | 27.1 (80.8)     | 25.9 (78.6)     | 21.3 (70.3)     | 14.4 (57.9)     | 6.4 (43.5)      | −0.2 (31.6)     | 13.4 (56.1)     |
| 일평균 최저 기온 °C (°F)                                      | −6.3 (20.7)     | −3.6 (25.5)     | 2.0 (35.6)      | 8.7 (47.7)      | 14.6 (58.3)     | 19.6 (67.3)     | 23.0 (73.4)     | 22.2 (72.0)     | 16.7 (62.1)     | 9.3 (48.7)      | 1.8 (35.2)      | −4.2 (24.4)     | 8.7 (47.6)      |
| 역대 최저 기온 °C (°F)                                        | −21.1 (−6.0)    | −21.4 (−6.5)    | −16.6 (2.1)     | −2.5 (27.5)     | 3.4 (38.1)      | 10.6 (51.1)     | 12.5 (54.5)     | 12.4 (54.3)     | 5.0 (41.0)      | −3.9 (25.0)     | −12.9 (8.8)     | −20.0 (−4.0)    | −21.4 (−6.5)    |
| 평균 강수량 mm (인치)                                         | 4.7 (0.19)      | 9.8 (0.39)      | 9.3 (0.37)      | 27.2 (1.07)     | 48.3 (1.90)     | 79.1 (3.11)     | 162.5 (6.40)    | 153.2 (6.03)    | 42.6 (1.68)     | 27.7 (1.09)     | 19.6 (0.77)     | 5.2 (0.20)      | 589.2 (23.2)    |
| 평균 강수일수 (≥ 0.1 mm)                                      | 1.9             | 2.8             | 2.6             | 4.9             | 6.0             | 7.6             | 10.9            | 9.6             | 5.7             | 5.1             | 4.0             | 2.7             | 63.8            |
| 평균 강설일수                                                 | 3.2             | 2.6             | 1.2             | 0.1             | 0               | 0               | 0               | 0               | 0               | 0               | 0.7             | 2.2             | 10              |
| 평균 상대 습도 (%)                                            | 61              | 58              | 53              | 55              | 60              | 64              | 77              | 80              | 73              | 69              | 67              | 63              | 65              |
| 평균 월간 일조시간                                            | 162.6           | 165.2           | 214.9           | 236.4           | 267.1           | 235.1           | 195.7           | 198.4           | 200.7           | 194.8           | 162.8           | 154.9           | 2,388.6         |
| 가능 일조율                                                   | 53              | 54              | 58              | 60              | 61              | 53              | 44              | 48              | 54              | 57              | 54              | 52              | 54              |
| 출처: 중국기상국 (평년값: 1991년~2020년, 극값: 1971년~2010년) |                 |                 |                 |                 |                 |                 |                 |                 |                 |                 |                 |                 |                 |

## 역사
1983년 이전에 빈저우와 이웃한 둥잉은 도시에 편입될 정도로 충분히 발전되었다고 여겨지지 않았다. 대신에 이들은 성 정부가 관리하는 지구(地区)의 형태를 취했다. 빈저우는 1992년에 빈저우 지구로 이름이 바뀌기 전까지 후이민 지구(惠民地区)라는 이름으로 불렸다. 빈저우 지구는 2000년 6월 10일에 빈저우 시로 승격되었다.

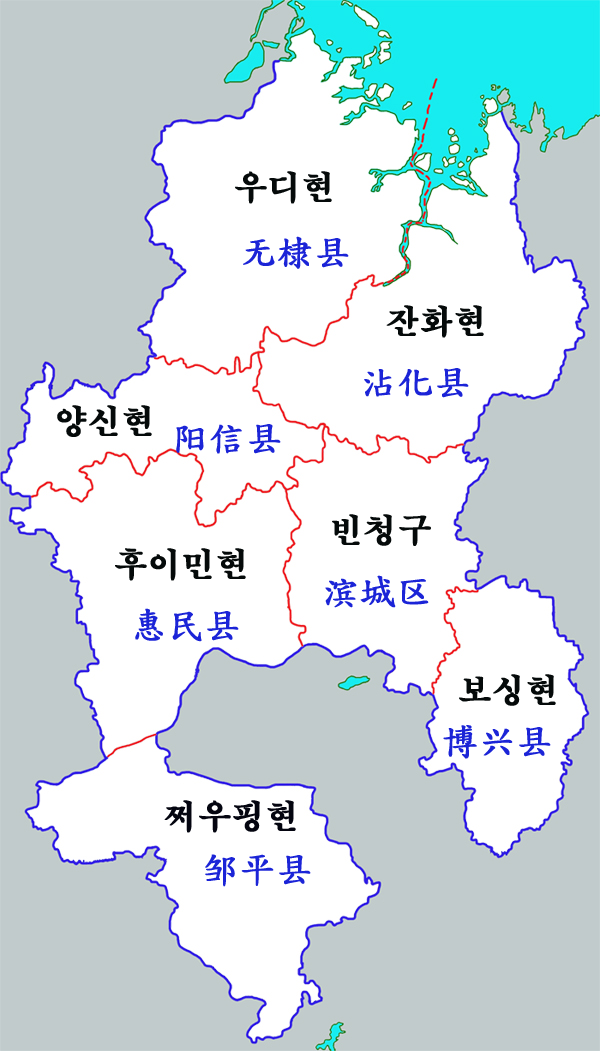
빈저우시 현급구역

## 행정 구역
2개의 시할구, 1개의 현급시, 4개의 현을 관할한다.
시할구
- 빈청 구(滨城区)
- 잔화 구(沾化区)

현급시
- 쩌우핑 시(邹平市)

현
- 후이민 현(惠民县)
- 양신 현(阳信县)
- 우디 현(无棣县)
- 보싱 현(博兴县)

## 경제
빈저우와 이웃한 둥잉은 역사적으로 농업 경제였다. 성리 유전이 발견된 후에 빈저우가 일부 유전을 운영하기는 했지만 유전 대부분은 새로 만들어진 둥잉에 편입되었다. 빈저우는 농업에서 벗어나 경제를 다양화했고 제조업과 외국인 직접 투자를 유치했다. 빈저우의 대기업으로는 섬유 회사인 웨이차오와 저가 시장을 목표로 하는 새 자동차 회사 빈저우 프라이드가 있다.

## 교통
- 도로
  - 지청 고속도로(済青高速道路)
  - 방보 고속도로(浜博高速道路)
  - 징방 고속도로(京浜高速道路)

## 유명 인물
- 손무 - 춘추시대의 군사 전략가로 손자병법의 저자이다.